# Francesc Femenías i Fábregues
Francesc Femenías i Fábregas (Maó, 1870 – Maó, 1938), fou un arquitecte modernista de la primera meitat del segle xx.
Va obtenir el títol d'arquitecte l'any 1901 i realitza, el mes de desembre d'aquell mateix any, el seu primer projecte, consistent en l'adaptació i reforma d'un edifici per a Jutjat d'Instrucció.
L'any 1904 és nomenat arquitecte municipal de la ciutat de Maó, càrrec que li permetrà realitzar nombrosos projectes d'iniciativa pública: Sa Peixateria de Maó (1927), Escoles Graduades "Primo de Rivera", Sa Mestria, Edifici del Dipòsit d'Aigua.
Professor de l'Institut i de l'Escola d'Arts i Oficis, el seu estil arquitectònic cada cop més derivarà cap al modernisme. Juntament amb l'aleshores arxiver municipal, Francesc Hernández Sanz, inicia un projecte pel disseny de façanes i boinders de diverses cases de Maó. Producte d'aquesta col·laboració seran l'enfront de la Farmàcia Mir, el boinder en cap de Cantó de la Casa Montcada o la majestuosa façana modernista de la Casa Mir.
Entre les seves obres més representatives trobem la Casa Martorell, a la Plaça del Príncep (1909), els Magatzems Cardona, Premi de la Cambra de la Propietat Urbana (1931), i la Casa del Poble. Altres edificis interessants, són els situats al Carrer Isabel II, Sa Planada, Carrer de Sant Jordi, S'Arravaleta (Casa Pasarrius) entre d'altres. Dissenya també importants edificis industrials: Fàbrica Codina i La Electrica Mahonesa. L'obra de l'arquitecte també va arribar al camp menorquí: Llumena Nou és un lloc situat en el terme municipal d'Alaior on l'arquitecte va projectar a principis del segle XX un casat de tendències modernistes sobre l'antic casat menorquí que ja hi havia.
Mor el gener de l'any 1938. Femenías va treballar durant 31 anys a Maó, essent l'únic arquitecte. La seva tasca durant tants d'anys va suposar una transformació profunda de la ciutat, essent l'introductor de tot un grapat d'elements arquitectònics que han ajudat a canviar la imatge del nucli antic de la capital menorquina.